# Karigasniemi

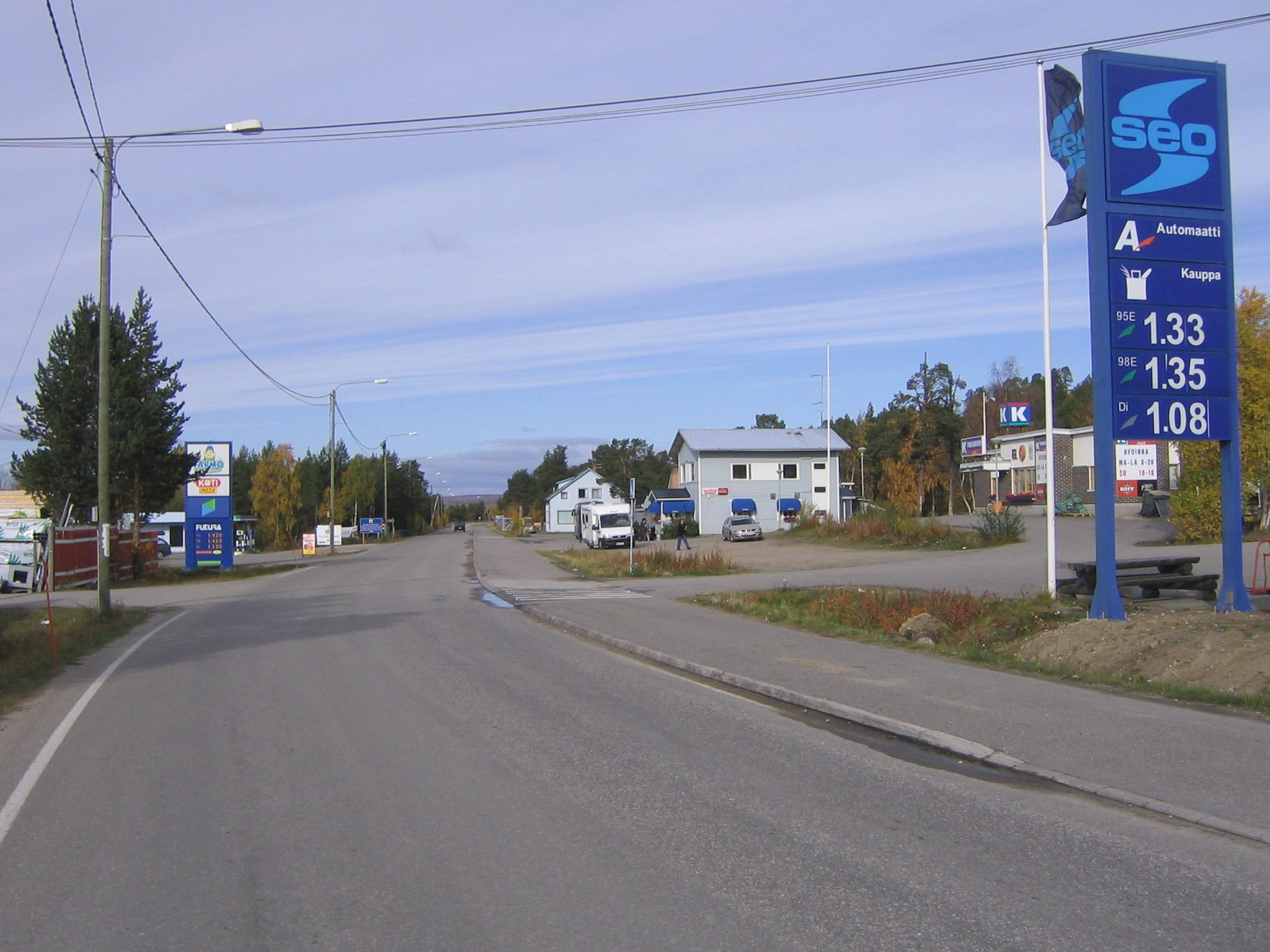
Karigasniemi/Gáregasnjárga.

Karigasniemi (nordsamiska: Gáregasnjárga) är en by vid Enare älv, som ligger vid foten av berget Áilegas i Utsjoki kommun i Lappland i norra Finland. 
Karigasniemi ligger vid gränsen till Norge, omkring tre kilometer från sammanflödet av Kárášjohka och Enare älv i Tanaälven. Avståndet till Karasjok är 18 kilometer och gränshandeln är livaktig. Orten har en livsmedelsaffär, flera matställen, postkontor, skola, vårdcentral och ett kapell. Invånarantalet är omkring 300, varav majoriteten är samer.
Karigasniemi är slutpunkt för stamväg 92, vilken fortsätter som riksväg 92 på den norska sidan. Regionalväg 970 förbinder Karigasniemi med Utsjoki kyrkoby och Nuorgam.

## Bildgalleri

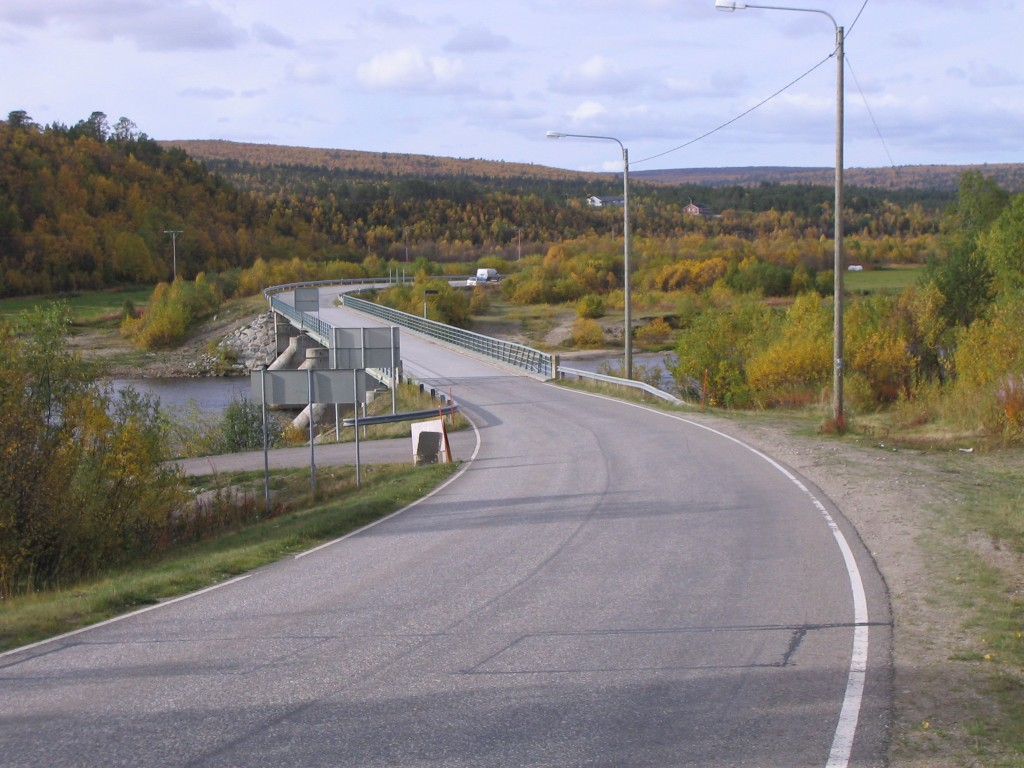
Bron över Enare älv till Norge.
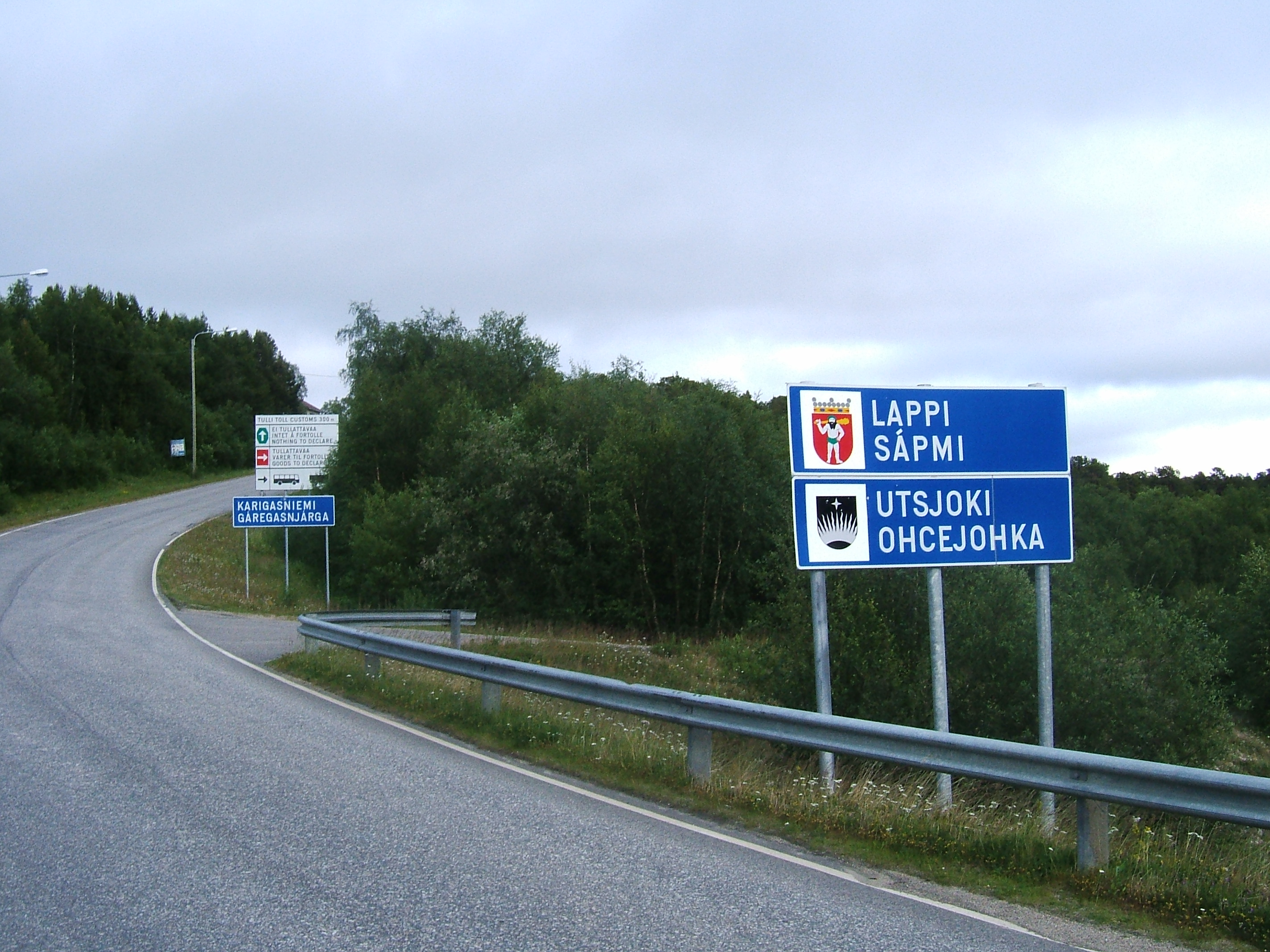
Infart till Karigasniemi från norsk sida.